# Abanilla
Abanilla (in catalano Favanella) è un comune spagnolo di 6 589 abitanti situato nella comunità autonoma di Murcia nel El Carche.

## Amministrazione

### Gemellaggi
- Villeurbanne
- Servian
- Diémoz